# Turnsperre
Die Turnsperre (auch Turnverbot) war ein Anfang 1820 auf dem Gebiet des Deutschen Bundes im Rahmen der Demagogenverfolgung erlassenes Verbot des Turnens.
Das Turnen war erst 1807 durch „Turnvater“ Friedrich Ludwig Jahn in Deutschland eingeführt worden. 1819 kam es zur Breslauer Turnfehde. Auslöser für die Sperre und zunächst die Karlsbader Beschlüsse vom Herbst 1819 war die Ermordung des Schriftstellers August von Kotzebue am 23. März 1819 durch den Burschenschafter und Turner Karl Ludwig Sand. Die Turnbewegung strebte neben körperlicher Ertüchtigung auch einen deutschen Nationalstaat an und galt daher den Fürsten als staatsfeindlich. In Preußen trat im Jahre 1819 die allgemeine Turnsperre in Kraft.

„Hier sowohl wie in Breslau sind die Turnplätze geschlossen, die Turnübungen eingestellt und verboten, in Hirschberg und Bunzlau ist dieses noch nicht geschehen. Vielen kam diese Maaßregel unerwartet, aber wohl demjenigen nicht, der mit Aufmerksamkeit die Richtung verfolgte, welche unsere Regierung wiederum nahm seit einiger Zeit […]. Dieses Verbot der Turnübungen ist umso auffallender, da erst jüngst noch dieses Element der geistigen und organischen Bildung im preußischen Staate allgemein von den höchsten Behörden empfohlen, dringend angerathen und als wichtiges Mittel der Erziehung gesetzlich eingeführt ward. […] Ueber die nähern Veranlassungen und Gründe zu dieser Maßregel wird manches erzählt und geredet; doch ist unter diesen Gerüchten keines als zuverlässig bewiesen. Soviel ist gewiß, daß der kräftige, frische Jugendgeist, der kühne Muth, der freye Sinn, welchen die Turnkunst bildet, den alten Philistern nicht behagte […].“

Die Turnsperre war teilweise bis 1842 in Kraft, in einigen deutschen Staaten wurde sie bereits früher aufgehoben – einige hatten sie gar nicht erst eingeführt. So konnte das Turnen, da staatlich gefördert, in Schaumburg-Lippe aufblühen, da der Erzieher der Kinder des Fürsten, Bernhard Christoph Faust, in Bückeburg den ersten Turnplatz Niedersachsens errichten konnte. Reinhild Fuhrmann analysierte diese Anomalität in ihrer Göttinger Dissertation (bei Arnd Krüger) und konnte zeigen, dass die Betonung der gesundheitlichen Aspekte des Turnens, der Bezug zum Gymnastik der griechischen Antike, die Auswahl von eigenem Personal, das nicht mit Jahn identifiziert werden konnte, die Bedingungen schuf, um den Fürsten zu überzeugen, und diesem auch die Möglichkeit an die Hand gab, gegenüber anderen entsprechend argumentieren zu können.